# شيرمان كوربيت
شيرمان كوربيت (بالإنجليزية: Sherman Corbett)‏ هو لاعب كرة قاعدة أمريكي، ولد في 3 نوفمبر 1962 في نيو براونفيلز في الولايات المتحدة.